# Germánské náboženství

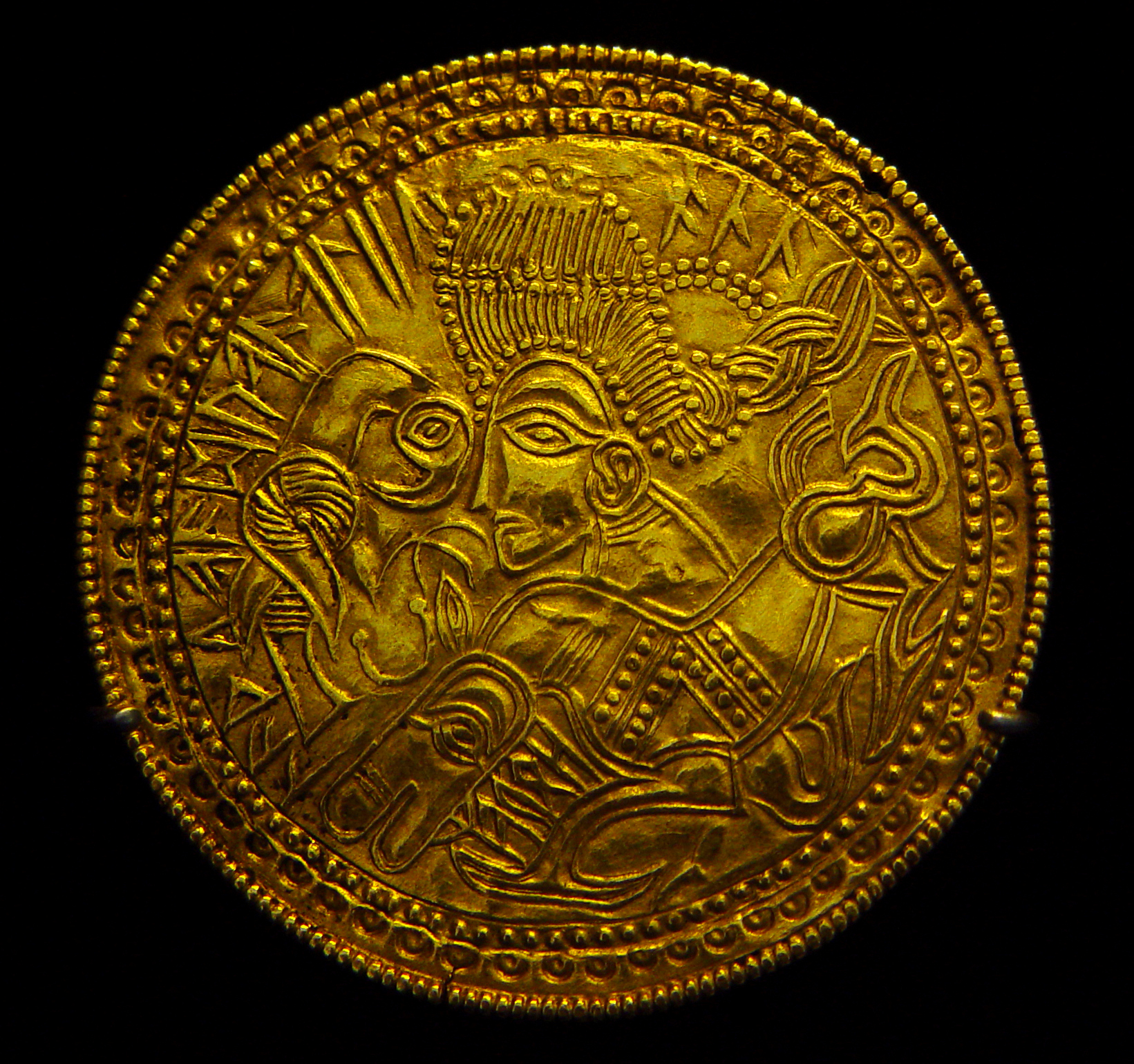
Germánský zlatý brakteát z doby stěhování národů pravděpodobně zobrazující Wodana

Germánské náboženství označuje soubor věrských představ a praktik Germánů od doby železné do přijetí křesťanství během středověku. Běžně se také nazývá germánské pohanství. Spíše než o jednotné náboženství se jednalo o systém vzájemně úzce provázaných náboženských představ a praktik, který se jako takový skládal z jednotlivých věřících, rodinných tradic a regionálních kultur v rámci celého germánského náboženství. Germánské jazyky slovo pro náboženství ani neznaly, ve staré severštině bylo opisováno výrazem siðr „obyčej“. Jeho důležitou součástí byla mytologie, z níž je nejvíce známa jedna její regionální forma – severská mytologie.
Germánské náboženství bylo polyteistické, stejně jako ostatní indoevropská náboženství. Nejvíce dokladů existuje o jeho severské formě, méně pak o náboženství kontinentálních Germánů a anglosaském náboženství. Od 19. století se objevují snahy o obnovu těchto tradic, od druhé poloviny 20. století nazývané germánské novopohanství.